# Forsteronia laurifolia
Forsteronia laurifolia är en oleanderväxtart som först beskrevs av George Bentham, och fick sitt nu gällande namn av A.Dc.. Forsteronia laurifolia ingår i släktet Forsteronia och familjen oleanderväxter. Inga underarter finns listade i Catalogue of Life.